# Liam Payne

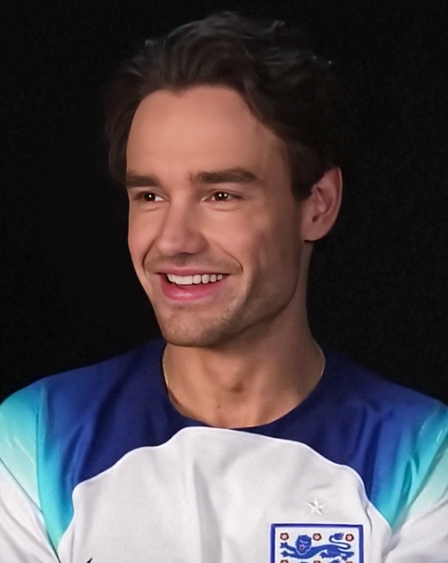
Liam Payne (2023)

Liam James Payne (* 29. August 1993 in Wolverhampton, Vereinigtes Königreich; † 16. Oktober 2024 in Buenos Aires, Argentinien) war ein britischer Sänger. Er wurde als Mitglied der Boyband One Direction bekannt. Ab 2017 war Payne als Solokünstler tätig und veröffentlichte ein Soloalbum.

## Leben
Liam Payne wurde 1993 in England geboren. Er wuchs mit zwei älteren Schwestern in seinem Geburtsort Wolverhampton auf. Payne wurde drei Wochen zu früh geboren, weshalb er verschiedene gesundheitliche Probleme hatte; unter anderem war eine seiner Nieren dysfunktional. Im Alter von sechs Jahren begann er seine musikalische Begabung zu zeigen, allerdings verfolgte er zunächst den Traum, Sportler zu werden. Mit vierzehn Jahren entschied er sich dazu, sich ganz auf seinen Gesang zu konzentrieren.
Payne war ab 2016 mit der Sängerin Cheryl Cole liiert. Im März 2017 kam ein gemeinsamer Sohn zur Welt. Im Juli 2018 gaben die beiden ihre Trennung bekannt. Ab 2018 war er mit dem Model Maya Henry zusammen und verlobte sich im August 2020. Das Paar trennte sich im Juni 2021. Von Oktober 2022 bis zu seinem Tod war er mit der Influencerin Kate Cassidy liiert.
Am 16. Oktober 2024 starb Payne im Alter von 31 Jahren infolge eines Balkonsturzes aus dem dritten Stockwerk eines Hotels im Stadtviertel Palermo von Buenos Aires. Im Blut des Sängers wurden geringe Mengen von Alkohol, Kokain und ein verschreibungspflichtiges Antidepressivum gefunden. Laut den argentinischen Ermittlern handelte es sich aber nicht um Suizid, vermutlich sei Payne nicht bei vollem Bewusstsein gewesen. Fünf Personen, darunter ein Rezeptionist sowie auch die Hotelmanagerin und Rogelio Nores, angeblicher Manager Paynes, wurden zwei Monate nach dem Tod wegen Drogenhandels, bzw. letztere zwei wegen angeblichen Totschlags angeklagt. Zwei weitere Hotelmitarbeiter sollen ebenfalls wegen angeblichen Drogenhandels vor Gericht gebracht werden.
Payne starb ohne Testament. Sein Vermögen von knapp 29 Mio. Euro wird außer von einem Musikrechtsanwalt von Cheryl Cole, der Mutter seines Sohnes, des voraussichtlichen Alleinerben, bis zu dessen Volljährigkeit verwaltet.

## Musikalische Karriere

Liam Payne (2013)

Liam Payne nahm 2008 zum ersten Mal als Kandidat an der britischen Ausgabe der Casting-Show The X Factor teil, jedoch wurde ihm dort wegen seines jungen Alters geraten, es in zwei Jahren erneut zu versuchen. 2010 nahm Payne erneut an der Show teil. Er startete als Einzelkandidat, jedoch wurde auf Anraten der Gastjurorin Nicole Scherzinger zusammen mit den vier anderen Kandidaten Niall Horan, Harry Styles, Zayn Malik und Louis Tomlinson die Band One Direction geformt. Sie erreichten den dritten Platz und erhielten im Nachhinein einen Plattenvertrag bei Sony Music.
Im Juli 2016 unterschrieb Payne einen Solovertrag bei Capitol Records. Im Mai 2017 erschien seine erste Solo-Single Strip that Down, eine Zusammenarbeit mit dem Rapper Quavo. Im Juli folgte, zusammen mit dem deutsch-russischen DJ Zedd Get Low, seine zweite Singleveröffentlichung. Im Oktober wurde seine dritte Single Bedroom Floor veröffentlicht. Im Januar 2018 erschien in Zusammenarbeit mit der Sängerin Rita Ora das Lied For You. Im April 2018 kam Familiar, eine gemeinsame Single mit J Balvin, heraus.
Im August 2018 veröffentlichte Payne eine EP mit vier Songs, die den Titel First Time trägt. Im Oktober 2018 erschien der vom englischen DJ Jonas Blue geschriebene Song Polaroid, in dem Payne und die Sängerin Lennon Stella mitwirkten. Paynes Soloalbum LP1 kam im Dezember 2019 heraus. Im Oktober 2020 wurde die Weihnachtssingle Naughty List zusammen mit Dixie D’Amelio veröffentlicht. Einige Tage vor seinem Tod im Oktober 2024 soll Paynes Plattenvertrag von Universal gekündigt worden sein.

## Diskografie
Studioalben

| Jahr | Titel Musiklabel          | Höchstplatzierung, Gesamtwochen, AuszeichnungChartplatzierungen (Jahr, Titel, Musiklabel, Platzierungen, Wochen, Auszeichnungen, Anmerkungen) | Höchstplatzierung, Gesamtwochen, AuszeichnungChartplatzierungen (Jahr, Titel, Musiklabel, Platzierungen, Wochen, Auszeichnungen, Anmerkungen) | Höchstplatzierung, Gesamtwochen, AuszeichnungChartplatzierungen (Jahr, Titel, Musiklabel, Platzierungen, Wochen, Auszeichnungen, Anmerkungen) | Höchstplatzierung, Gesamtwochen, AuszeichnungChartplatzierungen (Jahr, Titel, Musiklabel, Platzierungen, Wochen, Auszeichnungen, Anmerkungen) | Höchstplatzierung, Gesamtwochen, AuszeichnungChartplatzierungen (Jahr, Titel, Musiklabel, Platzierungen, Wochen, Auszeichnungen, Anmerkungen) | Anmerkungen                                                |
| Jahr | Titel Musiklabel          | DE | AT | CH | UK | US | Anmerkungen                                                |
| ---- | ------------------------- | --- | --- | --- | --- | --- | ---------------------------------------------------------- |
| 2019 | LP1 Capitol Records (UMG) | DE91 (1 Wo.)DE | — | CH100 (1 Wo.)CH | UK17 Gold · (7 Wo.)UK | US111 (1 Wo.)US | Erstveröffentlichung: 6. Dezember 2019 Verkäufe: + 197.500 |